# Artère supéro-latérale du genou

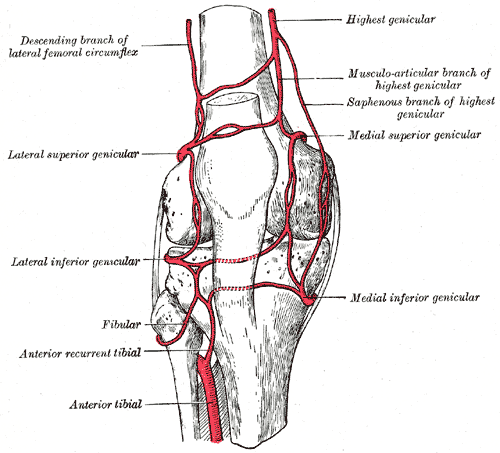
Anatomie vasculaire du genou

L'artère supéro-latérale du genou (ou artère articulaire supérieure externe du genou) est une artère du membre inférieur située au niveau du genou.

## Origine
L'artère supéro-latérale du genou nait de la face antérieure de l'artère poplitée au niveau du bord supérieur du condyle latéral du tibia.

## Trajet
L'artère supéro-latérale du genou se divise en deux branches : une supérieure et une inférieure.
La branche supérieure vascularise le muscle vaste latéral.
La branche inférieure vascularise la partie inférieure du fémur et l'articulation du genou. Elle s'anastomose avec la branche descendante du l'artère circonflexe fémorale latérale, avec l'artère inféro-latérale du genou et avec les artères descendante du genou et moyenne du genou, formant le réseau articulaire du genou.